# Dane (condado de Dane, Wisconsin)
Dane es un pueblo ubicado en el condado de Dane en el estado estadounidense de Wisconsin. En el Censo de 2010 tenía una población de 990 habitantes y una densidad poblacional de 10,89 personas por km².

## Geografía
Dane se encuentra ubicado en las coordenadas 43°14′26″N 89°33′4″O / 43.24056, -89.55111. Según la Oficina del Censo de los Estados Unidos, Dane tiene una superficie total de 90.93 km², de la cual 90.52 km² corresponden a tierra firme y (0.46%) 0.42 km² es agua.

## Demografía
Según el censo de 2010, había 990 personas residiendo en Dane. La densidad de población era de 10,89 hab./km². De los 990 habitantes, Dane estaba compuesto por el 96.57% blancos, el 0.71% eran afroamericanos, el 0% eran amerindios, el 0.71% eran asiáticos, el 0% eran isleños del Pacífico, el 0.91% eran de otras razas y el 1.11% pertenecían a dos o más razas. Del total de la población el 2.83% eran hispanos o latinos de cualquier raza.